# ふしぎ遊戯 玄武開伝
『ふしぎ遊戯 玄武開伝』（ふしぎゆうぎ げんぶかいでん）は渡瀬悠宇による少女漫画作品。『少女コミック増刊』にて連載をスタートしたものの、数々の掲載誌変更を経て、最終的には『増刊フラワーズ』に連載され完結する。コミックス全12巻。略称は『玄武』または『玄武編』。2025年4月時点で全シリーズの累計発行部数は2500万部を突破している。

## 概要
本作は1992年から『少女コミック』（小学館）で連載された「ふしぎ遊戯」（以下「前作」）や「ふしぎ遊戯 白虎仙記」（以下「次作」）と世界観を同じくした作品である。登場人物は一新され、前作でその存在が少しだけ触れられていた玄武の巫女及び玄武七星士を主とした物話となる。
本作は次作同様に前作の続編と位置付けられているが、前後二作より過去の世界を舞台とする始まりを描く作品。その為、既に大まかな顛末は前作で明かされており、前後二作読者向けに後世に続く細かな伏線も多数用意されている。作者によれば本作は独立した別の物語であり、この点から前作とは別物である事を示すよう『ふしぎ遊戯』のタイトルは取ってしまうか、小さくサブタイトルにすれば良かったとコメントしている。また、前作で触れられていた玄武の巫女の悲惨な最期を受けてか、前作よりも大幅にギャグ要素が減ったシリアスな作品となっている。尚、前作では明記されていなかった本作の舞台を盛岡市としたのは、アニメ版ふしぎ遊戯のオリジナル設定を取り入れたものである。

## あらすじ
時は大正12年。17歳の女学生―奥田 多喜子（おくだ たきこ）は、母―美江（よしえ）の結核療養の為、東京から美江の実家の岩手県盛岡市に越して来ていた。好奇の目や嫉みを向ける地元の人々にも負けない快活な彼女であるが、仕事一筋で自分達母娘を顧みない小説家の父―永之介（えいのすけ）を嫌っている。そんな永之介がとうとう支那（現代の中国）での取材を終え、経典―四神天地之書の資料を携えて帰宅した。余命幾許もない美江の看病どころか、日本語訳版の執筆にがむしゃらな永之介に嫌気が差す多喜子だったが、程なくして美江が他界。悲しみのあまりに多喜子は、見舞いに訪れていた幼い頃からの想い人―大杉 高雄（おおすぎ たかお）に思いを打ち明けるが妻子持ちの大杉に受け入れられる筈もなく、直後の永之介との口論の末に零されたのは『お前が息子だったら…』という残酷な一言だった。自棄になった多喜子は、永之介から取り上げた完成したての四神天地書を破り捨てようとするものの、突然の銀色の閃光に包まれ、本だけを残して姿を消してしまう。
本に吸い込まれた多喜子が降り立ったのは、その中に広がる異世界―四正国の一つである北甲国の雪山だった。山中の雪原で魔物に囲まれたものの磔にされていた少女―女宿（うるき）と助け合って街へと下り、この国を救う玄武の巫女の伝説を知らされた多喜子は、風斬鬼―リムドでもあった女宿が逃げた事で、賞金目当てにそれを追う少年―虚宿（とみて）と行動を共にする事になる。その中で、異常気象による冷害や皇族―琅輝族（ロウンぞく）による暴政と暗雲渦巻く北甲国は、更に軍事大国―倶東国の脅威にも晒されつつある事を知り、自らを巫女として大切にしてくれた人々に応えようと、玄武を召喚する為、巫女を護るという玄武七星士を探す旅に出発する多喜子一行。しかし倶東国の手を躱しながらの旅は辛苦と犠牲の連続で七星士集めは難航、やがて女宿を取り巻く琅輝族の根深い確執にも多喜子は立ち向かって行く事になる。

## 登場人物
※声の記述はドラマCD&ゲーム版。
奥田 多喜子（おくだ たきこ）
声 - 雪野五月
年齢 - 17歳、身長 - 154cm
誕生日 - 9月22日生まれ（乙女座）、血液型 - O型
玄武の巫女にして、主人公。普段は袴に編み上げショートブーツ姿。薙刀が得意な、高等女学校に通う女学生。タコと雷と父である永之介が嫌い（特に永之介との仲は最悪）。活発で気の強い頑固者だが、甘え下手で心優しい性格。後に結核に感染するが、巫女としての使命を全うしようと本の世界で、病を押して奔走する。女宿と恋に落ち、やがて恋人同士になる。
女宿（うるき） / 李武土 琅煇（リムド＝ロウン）
声 - 男性時：櫻井孝宏 / 女性時：長沢美樹 / 少年：瀧本富士子
字 - 「女」の字で胸中央（鎖骨下）
年齢 - 16歳、身長 - 175cm（女性時は165cm)
誕生日 - 1月28日生まれ（水瓶座）、血液型 - O型
武術に優れ、風を操る能力を持つ七星士。風や気功波など七星士の能力を使う際は、星宿名の字が現われると同時に女体化する。北甲国の皇子だが、父―テムダン王に命を狙われ、母―アユラ元王妃の命を受けた忠臣―ソルエン父子により、生後間もない頃から逃亡生活を送ってきた。異名は風斬鬼―リムドであり、北甲国内ではその出自を知る者より、城に押し入った賞金首として有名。それにより黒黎神山（こくれいしんさん）で処刑されたと見せ掛けて密かに脱出、追手を減らした後にソルエンと合流して倶東国に身を隠す予定であったが、降り立ったばかりの多喜子の前で体調を崩して助けられ、最初に出逢った七星士となる。しかし出生の複雑さから七星士として多喜子達に同行するのは拒否、倶東国の皇太子―玻慧（はけい）にタキの偽名で巫女討伐隊の一員として召し抱えられ、その隊長―紫義達と一時行動を共する二重スパイ状態となる。結局多喜子への想いから巫女一行に合流し、玄武の力も借りて北甲国の内乱を平定する事になる。
名前のある必殺技としては、破風裂斬、竜頭空斬がある。
虚宿（とみて） / チャムカ＝ターン
声 - 岩永哲哉
字 - 「虚」の字で左肩甲骨上
年齢 - 16歳、身長 - 173cm
誕生日 - 2月14日生まれ（水瓶座）、血液型 - B型
氷を操る、弓の名手な七星士。感情表現豊かで明るい、可族（はぞく）の少年。1年前までは幼馴染み―斗宿の汗族（かんぞく）も共棲していた村が山の妖魔（モウ）の襲撃に遭った際の記憶を失くしており、斗宿との確執になっている。幼い頃、父を山の妖魔に目前で殺害された為、母をとても大切にしている。多喜子に密かに好意を寄せながらも、女宿との仲をそっと見守っている。
玄武召喚後200年が経過した前作にも登場しており、斗宿と共に黒黎神山の洞窟で多喜子の神座宝を守護していた。戦いで命を落とし既に霊体であった事から、容姿は本作とさほど変わりがない。
室宿（はつい） / ザラ－＝エルタイ
声 - 緒方恵美
字 - 「室」の字で右足裏
年齢 - 12歳、身長 - 154cm
誕生日 - 2月19日生まれ（水瓶座）、血液型 - A型
防御壁となる鉄カゴから、針を発射して攻撃する少年七星士。薬草など植物にも詳しい。ふっくらとした体型で心優しいが、臆病なイジメられっ子であり、すぐ籠に閉じこもる気弱な性格。とある街で人を傷付けてしまったのを機に山へ入り、多喜子達が迎えに来るまでは、フェン以外とは接しなかった。
壁宿（なまめ）
字 - 「壁」の字で登場時は右胸、普段は後頭部
星命石から生まれた大地の精霊で、岩を操る七星士。転節の石原周囲の人間から恐れられていたのを庇護してくれたアンルウを慕っており、多喜子の呼び掛けにも心を閉ざす。通常は丸い頭でっかちの小さな人形のような姿だが、大きくなったり馬や薙刀になるなど、状況に応じて多様な変身が可能。多喜子が倶東国軍に捕まった折から、片言ながら少しずつ話すようになる。
斗宿（ひきつ） / エムタト＝チェン
声 - 檜山修之
字 - 「斗」の字で眼帯で隠された右目
年齢 - 21歳、身長 - 184cm
誕生日 - 12月16日生まれ（射手座）、血液型 - A型
水を操る、長髪の七星士。いつも眼帯で隠した右目は、その眼で人や物の記憶を読んだり、見た者の心奥を引き出す視鏡監（しきょうかん）。読まれた側に多大なショックを与える事から、汗族内では爪弾きにされていた。かつては虚宿の可族も共棲していた村で最愛の妹―アイラが氷浸けになっており、なんとか助けようと廃墟になった村に今も独り残っている。
玄武召喚後200年が経過した前作にも登場しており、虚宿と共に黒黎神山の洞窟で多喜子の神座宝を守護していた。前作とゲームでは氷を操るが、今作では頑張らないと出せない。
牛宿（いなみ） / タルマ
声 - 勝生真沙子
字 - 「牛」の字で下腹部
年齢 - 41歳、身長 - 155cm
誕生日 - 12月29日生まれ（山羊座）、血液型 - O型
自身の髪を様々に操り、大きな煙管を武器に戦う本作七星士の紅一点。煙を操り、敵を捕縛する事も出来る。普段黒髪は纏め上げ、丸い帽子に収まっている。元は北甲国の遊郭で用心棒も務めた、肝の据わったふくよかな女傑であり、紅南国に遊郭が移った後は女将―シュヌの代理を務めている。多喜子の命懸けの救助と遊女達の願いを受け、玄武召喚の旅に出る。実は特烏蘭にある宮殿に、少女時代から何十年と仕えていた元宮女。恋人が加担していた現皇帝―テギルへの反乱が失敗した事で宮中から逃亡したが、市内で行き倒れていた所をシュヌに助けられる。その際、恋人との間に出来た子供を流産している。
危宿（うるみや） / ハーガス
声 - 子安武人
字 - 「危」の字の部首以外のみ（テグと分け合う形になっている）で眉間
年齢 - 26歳、身長 - 185cm
誕生日 - 1月21日生まれ（水瓶座）、血液型 - AB型
女宿抹殺の命を受けた、テムダン王の配下として現れた七星士。他の七星士の能力による攻撃を吸い取り、自分の任意で揮う事が出来る。テグの双子の弟だが、自らの身の安全と引き換えに、テグを長年に渡り囚えられてしまう。が、テギル皇帝の裏切りにより生死の境を彷徨わされ、両目の視力はほぼ失っている。そこをフィルカに助けられた折に星命石の力を取り込み、やっと七星士としての力に目覚めた。母を難産で、父を妖魔の襲撃で亡くしており、唯一の肉親であるテグの開放を条件に、テムダン王に従っている。長い黒髪をポニーテールにし、顔に×状のバンドを嵌めた黒い外套の青年。
危宿（うるみや） / テグ
字 - 「危」の字の当初は部首のみ（ハーガスと分け合う形になっている）で眉間
年齢 - 26歳、身長 - 140cm
誕生日 - 1月21日生まれ（水瓶座）、血液型 - AB型
ハーガスの双子の兄。歌うという形で、口から発する気を衝撃波攻撃として繰り出す七星士。一度歌えば、風穴を通って国中に歌が響き渡り、耳にした他の七星士は立つ事もままならなくなる事から、驚異的な戦闘力をもつ七星士の能力を無力化出来る。テギル皇帝の即位直後から、代々の北甲国皇帝のみが知る地下迷宮に閉じ込められ、ハーガスの安全と引き換えにテギル皇帝や“北甲国の宝”を護衛させられている。その姿は幽閉前の少年のままで、ほとんど成長していない。

### 北甲国（ほっかんこく）
玄武を守護神とし、四正国の内北に位置する最も広大な国。首都は特烏蘭（トウラン）。モンゴルがイメージという国土の殆どは殺伐とした荒野や山だが、資源が豊富で、隣国―倶東国に目を付けられているものの、皇族の覇権争いや暴政、各地の異常気象で滅亡の危機に瀕している。
ソルエン
声 - 小野健一
年齢 - 28歳、身長 - 184cm
誕生日 - 1月4日生まれ（山羊座）、血液型 - A型
女宿が兄のように慕う従者。代々一族で仕えてきたアユラ王妃の命を受けた父―タウル（声 - 上別府仁資）と共に、生まれて間もない女宿を預かり、刺客から命懸けで護り続けて来た。追手にタウルが討たれて後、逃亡生活に疲れて女宿の事を裏切ろうとした事もあったが、女宿が幸せになるのを誰よりも願っている。
テムダン＝ロウン
声 - 中井和哉
年齢 - 33歳、身長 - 178cm
誕生日 - 11月12日生まれ（蠍座）、血液型 - O型
女宿の父で、テギルの兄。未だ即位を望む国民達による反乱が後を絶たない程、かつては絶大な人気を誇った優秀な皇太子であったが、アユラとの結婚後に体が腐る不治の奇病―天罪病に罹り、20歳まで生きられないと宣告された。不意の発病や、それに伴う皇位継承権の移動という無情な現実に絶望した際、巫師（みこし）により“巫女が四神天地之書を開く時、あなたは息子に殺される”との予言をもたらされた為、女宿誕生直後にその抹殺を宣告。女宿がソルエン達と逃亡した後もずっと刺客を放ち続けるようになる。テギル皇帝への憎悪や皇位への執着からか玻慧と通じ、北甲国を内部から潰そうとしているかに見える反面、隠棲しながらも国内の隅々を調査しており――？　左腕は義手。
テギル＝ロウン
北甲国の現皇帝で、テムダンの弟。フィルカを始め、子供が女ばかりで跡継ぎに恵まれない、女宿の叔父。わがままで自己中心的な性格で、国内に圧政を敷いている為、反乱が絶えない。テムダンへの劣等感が強く、その名を口にされるのを非常に嫌う。17年前、密かに妬み続けて来たテムダンの発病を利用して皇位継承権を奪っただけではなく、女宿との確執を仕組んだ。また自らを助けたテグの力に目を付け、ハーガスを盾に、長年宮中に幽閉して自身を護らせている。
フィルカ / エフィンルカ＝ロウン
身長 - 160cm
誕生日 - 12月18日生まれ（射手座）、血液型 - O型
ナサルの森で行き倒れていた女宿を助けた、星護（オド）族に与する少女。テギルの第一王女。跡継ぎを欲し、自身に無関心なテギルとは不仲で、母の死をきっかけに家出、星護族や反乱軍に身を置くようになる。真摯に北甲国の行く末を案じ、テギル暗殺を目的に宮中に戻る。かつてテギル皇帝に殺され掛けたハーガスも助け、互いに特別に想い合っている模様。
アンルウ
声 - 川澄綾子
身長 - 140cm
見た目は少女だが、歴代の巫師の中でもトップクラスの力を誇り、精霊と通じ合える事の出来る巫尊師（みこそんし）。転節の石原で壁宿を慈しみ、護っていた。倶東国の奇襲に遭った際、多喜子に壁宿と、力を増幅する首飾り（後の神座宝。用語の項目を参照）を託す。
ボラーテ
声 - さとうあい
虚宿の母。玄武の伝説を好意的に信じており、多喜子と虚宿を力強く励まし、守る。
アイラ＝チェン
声 - 矢作紗友里
斗宿の妹。妖魔の襲撃の際に斗宿を庇い、1年間氷の中に閉じ込められていた。氷から救出されて後は、数少ない友人だった虚宿に淡い恋心を抱く。
巫大師（みこたいし）
声 - 寺田はるひ
偉布礼（イフレイ）で一番の巫師（みこし）の少女。多喜子達を匿い、紫義達追っ手に惨殺される。
フェン
声 - 吉田小南美
室宿と共に廃屋に暮らし、面倒を見ていた女性。
最後はハーガスにより惨殺。
太一君（たいいつくん）
声 - 石川寛美
太極山に住み、四神天地書の世界を見守っている仙人であり、天帝。普段は童子の姿で、巫女と七星士を導く存在であり、天の竜のつがいである黄竜を多喜子たちに与える。
娘娘（にゃんにゃん）
太一君と太極山に住む、幼女姿の複数人居る女神。太一君と人を結ぶ役目を持つ。

### 倶東国（くとうこく）
青龍を守護神とし、四正国の内東に位置する軍事大国。首都は春封（しゅんふう）。資源豊富な北甲国を狙い、侵略を開始しつつある。
紫義（しぎ）
声 - 福山潤
年齢 - 17歳、身長 - 171cm
誕生日 - 12月23日生まれ（山羊座）、血液型 - AB型
発火機能付きの多節棍で戦う、七星士討伐隊・隊長。中性的な美しさを持つが、性格は冷徹で残忍。12歳で反乱軍だった父と囚われ、その罪で男性器を切断した宦官にされた過去から人生に絶望していたが、玻慧により兵士に登用され、這い上がった。その為、玻慧の邪魔になる玄武の巫女と七星士を抹殺するのに手段は選ばない。やがて度重なる敗北から、七星士を壊滅する事に異常に拘るようになる。
緋鉛（ひえん）
声 - 谷山紀章
年齢 - 18歳、身長 - 173cm
誕生日 - 7月25日生まれ（獅子座）、血液型 - B型
鉄鞭の使い手である、七星士討伐対・副隊長。女宿の襲撃で右腕を斬り落とされて以来、義手に武器を仕込んでおり、女宿に激しい憎悪を燃やすようになる。幼い頃に夜盗に全滅させられた村で、巡遊中の玻慧に見出され、倶東国軍に登用される。単純な性格。
玻慧（はけい）
声 - 真殿光昭
年齢 - 22歳、身長 - 182cm
誕生日 - 8月3日生まれ（獅子座）、血液型 - O型
実力主義で策略家な、倶東国皇太子。北甲国を狙い、密かにテムダン王と同盟を結ぶ傍ら、紫義達に侵略の障害になるとして玄武の巫女討伐の命を下す。伝説の巫女や七星士に興味を持ちながらも、自分の代での青龍の巫女登場は認めないと語る。冷徹な人物だが、自分の敗北を素直に認める武人肌でもある。

### 紅南国（こうなんこく）
朱雀を守護神とし、四正国の内南に位置する温暖な気候の国。首都は栄陽（えいよう）。前作「ふしぎ遊戯」でメインになった国。
ルウデ
声 - 山川琴美
紅南国内の遊郭に勤める、北甲国出身の遊女。多喜子達により郷愁に駆られ、脱走を試みたり、怨魔に操られて遊郭に火付けをする。
シュヌ
紅南国内の遊郭の女将で、牛宿の命の恩人。3年程前に冒された怨魔の呪いで長く病床に臥していたが悪化、一時は陰魔になって多喜子と牛宿を取り込み掛けたが、多喜子の必死の説得に自我を取り戻し、牛宿を炎から押し出して焼死した。

### 現実世界
大正12年当時の日本の、岩手県盛岡市が舞台。
奥田 永之介（おくだ えいのすけ）
声 - 大川透
年齢 - 43歳、身長 - 170cm
誕生日 - 2月9日生まれ（水瓶座）、血液型 - A型
支那の歴史に長けた小説家で、多喜子の父。美江を愛するあまりに末期の肺結核である病状が受け入れられず、支那の四神天地之書に最後の望みを託して渡航、日本語訳の四神天地書を書き上げた。本に浮き上がる文面により、自分の所為で多喜子が玄武の巫女となった事、更に肺結核にまで冒されている事を知らされて悔い、巫女生贄の事実を恐れた七星士達によって多喜子が帰還したのを期に、四神天地書を処分しようと試みる。
奥田 美江（おくだ よしえ）
多喜子の母で、永之介の妻。2人を案じながら、肺結核で他界。
大杉 高雄（おおすぎ たかお）
声 - 千葉進歩
永之介より10歳年下ながら、数少ない長年の友人。永之介のファンでもあり、学生時代から奥田家に出入りしていた事から、多喜子の初恋の人でもあった。出版社勤務で、鈴乃の父親。妻は珠代（たまよ）。前作や本作終盤で登場する永之介の遺書代わりとなる書簡で四神天地書を託された、現実世界では数少ない本の秘密を知る人間。次作―ふしぎ遊戯 白虎仙記に引き続き登場した際も、本の力を信じる高雄が2品を密かに管理している。
大杉 鈴乃（おおすぎ すずの）
年齢 - 8歳
高雄の愛娘。お下げ髪が愛らしい幼女で、東京在住時の奥田家とは家族ぐるみの付き合いだった事から、多喜子を実の姉同然に慕っている。10年後の昭和7年―18歳の時に四神天地書に吸い込まれて白虎の巫女となる、次作の主人公。
及川（おいかわ）先生
東京在住時の美江の主治医の元助手で、帝大出の医者。その頃見初めた多喜子が忘れられず、盛岡まで求婚に訪れた。本から帰されて女宿を忘れようと努める多喜子に縁談を受け入れられた矢先、美江の看病が元で多喜子も肺結核に感染していたのが発覚するが、共に闘病する事を宣言。薬を手配する傍ら、療養所（サナトリウム）に入る事を多喜子に勧める。だが多喜子は女宿への想い、死と引き換えても巫女の使命を全うする事を決意、秘密を明かさないながらも四神天地書への帰還の覚悟を見せた多喜子に、及川は婚約破棄の申し出を受け入れた。おっとりとした人の良さを感じさせる眼鏡の青年だが、誠実で一途な性分で芯は強い。
本作の僅か数年後が舞台の次作にも鈴乃の後見人として登場し、多くの孤児を養いつつもやはり独り身である事が描かれている。

### ゲームのオリジナルキャラクター
小林麻理子（こばやし まりこ）
年齢 - 15歳（高校1年生）、身長 - 160cm
誕生日 - 9月30日生まれ（天秤座）
ゲーム版のヒロインで、勉強嫌いの遊び好き。茶髪のツインテール姿。多喜子と顔がよく似ている。
望月匠（もちづき たくみ）
声 - 野島裕史
年齢 - 17歳（高校3年生）
誕生日 - 7月7日生まれ（蟹座）
容姿、頭脳共に完璧な麻理子の幼馴染。麻理子に対し、毒舌を吐く事もしばしば。ゲームの途中で倶東国に捕らえられる。
修羅（しゅら）
声 - 岡野浩介
年齢 - 13歳。
誕生日 - 3月21日生まれ（牡羊座）
緋鉛に替わり登場する。赤と青の光を放つ2本の特殊な短剣を操る、巫女討伐隊の少年兵。外見は少年だが、正体は人間ではない。麻理子に好意を寄せている。

## 用語
詳しくは前作も参照。
四正国
四神天地書の中の、古代中国に似た異世界。本作でメインとなる北甲国（ほっかんこく）と倶東国（くとうこく）に加え、南の朱雀が守護する紅南国（こうなんこく）と西の白虎が守護する西廊国（さいろうこく）の四大国に、24の小国から成る。多喜子の現実世界よりも時間の流れが早い。
四神の伝説
東西南北の四大国に残る『国滅亡の危機に異界より一人の娘が現れ、巫女として七星士と共に神獣の力を得て国を救う』という伝説で、神獣召喚時に必要な巻物―四神天地之書が、四大国の各王家に代々受け継がれている。主な特徴は下記を参照。
- 巫女である少女が現実と本の中を行き来する、または巫女としての力を揮う際には、神獣の象徴色の輝きを発する。
- 神獣の神通力を手に入れれば、巫女はどんな願いも3つだけ叶えられる。
- 巫女とは生贄であり、その「穢れ無き血と肉」を喰らう―命と引き換えに神獣は願いを叶える。
- 神獣の召喚には、純潔の巫女と七星士全員が揃って儀式を行う事が必要。

玄武七星士
巫女を守り、神獣を招喚する為に選ばれた者。気功術や身体能力の飛躍的な向上などの後天的なもの、生まれながら・種族的なものであったりと背景は様々だが、それぞれに個別の特殊能力が発現する。対応する四神の七宿の内、自身の星宿を表す一文字が一つ（またはその半分）だけ体のどこかしらに現れ、玄武の象徴色である黒で浮かび上がる。『国が滅びようとする時に現れる』という伝説の一文から、北甲国内ではほぼ滅びの象徴と見做されており、巫女と共に忌み嫌われる存在だった。それによる偏見や迫害、自身の能力を制御しきれなかった事による事故等の苦い経験から、七星士である事を嫌悪している者が多い。
アンルウの首飾り（後の神座宝）
金属製の細長いビーズの所々に玉飾りが混じり、中央には一際大きな星命石が座すネックレス。多喜子がアンルウより、壁宿と共に託された。壁宿の声を多喜子に聴こえるようにする増幅器の役目の他、中央の星命石に七星士の居場所も示す。玄武召喚後は虚宿と斗宿が残留思念となって、黒黎神山の洞窟で200年間守護する事となる。
前作では、玄武召喚の儀式でも多喜子が身に付けた事で神力が宿り、巫女が儀式に失敗した時や成功条件に欠落があっても神獣召喚を可能にするアイテムの1つとして登場する。もう1つの白虎の神座宝の鏡と併せ、青龍の巫女である唯は自身の七星士達の死を補い、青龍を召喚した。
四神天地之書と四神天地書
現実世界においては、前者が支那（古代中国）に伝わる経典。後者はその経典を元に奥田永之介が日本語訳した和綴じ本。本の中では、前者は神獣召喚の詞が記された四大国各王家に伝わる巻物で神獣召喚時の必需品あり、後者は多喜子と永之介が、本の世界そのものを指す時に用いている。
現実世界での永之介版は、多喜子を得たと同時に玄武の巫女として認定し、序文以外は完全白紙化、以降は多喜子の言動や心情・見聞を中心に関係者のことまでが本の中・外の区別なく全て勝手に文章としてページに浮かび上がるようになる。よって元の永之介の和訳は多喜子が本に入った時点で全てが紙面から消え、多喜子に纏わる事象が徐々に綴られていく。裁断や焚書も跳ね返し、どこに投棄しても多喜子の元に現れるという神出鬼没な書物。結果永之介は処分に失敗し、次作に渡るまで高雄に託される事となる。

## 書誌情報

### 単行本
- 渡瀬悠宇 『ふしぎ遊戯 玄武開伝』 小学館〈フラワーコミックス〉、全12巻
  1. 2003年10月25日発売[8]、ISBN 4-09-138471-4
  2. 2004年5月26日発売[9]、ISBN 4-09-138472-2
  3. 2004年11月26日発売[10]、ISBN 4-09-138473-0
  4. 2005年5月26日発売[11]、ISBN 4-09-138474-9
  5. 2005年11月25日発売[12]、ISBN 4-09-138475-7
  6. 2007年3月26日発売[13]、ISBN 978-4-09-130869-6
    - 「妖しのセレス外伝」が同時収録

  7. 2007年9月26日発売[14]、ISBN 978-4-09-131196-2
  8. 2008年3月26日発売[15]、ISBN 978-4-09-131557-1
  9. 2008年9月26日発売[16]、ISBN 978-4-09-131849-7
  10. 2011年6月24日発売[17]、ISBN 978-4-09-133808-2
  11. 2012年6月26日発売[18]、ISBN 978-4-09-134476-2
  12. 2013年5月17日発売[19]、ISBN 978-4-09-135347-4

### 文庫版
- 渡瀬悠宇 『ふしぎ遊戯 玄武開伝』 小学館〈小学館文庫〉、全7巻
  1. 2014年9月13日発売[20]、ISBN 978-4-09-191506-1
  2. 2014年9月13日発売[21]、ISBN 978-4-09-191507-8
  3. 2014年10月15日発売[22]、ISBN 978-4-09-191217-6
  4. 2014年10月15日発売[23]、ISBN 978-4-09-191218-3
  5. 2014年11月15日発売[24]、ISBN 978-4-09-191219-0
  6. 2014年11月15日発売[25]、ISBN 978-4-09-191270-1
  7. 2014年12月13日発売[26]、ISBN 978-4-09-191508-5

### 小説
- 渡瀬悠宇（原作・イラスト） / 高殿円（著） 『ふしぎ遊戯 玄武開伝 絆〜遥かなる風の子ら〜』 小学館〈ルルル文庫後に同内容でFCルルルnovelsに再録〉、2008年6月発行、ISBN 978-4-09-452017-0
  - 「ドラマCD付き特装版」2008年6月発行、ISBN 978-4-09-452066-8
  - 「FCルルルnovels版」2011年6月発行、ISBN 978-4-09-134076-4

### 関連書籍
- 『ふしぎ遊戯 玄武開伝9.5 公式ファンブック〜星ノ螺旋〜』2009年8月26日発売[27]、ISBN 978-4-09-132703-1

## ドラマCD
- ふしぎ遊戯 玄武開伝（第1話 - 第4話）
- ふしぎ遊戯 玄武開伝 二（第5話・第6話）
- ふしぎ遊戯 玄武開伝 三（第7話・第8話）
- ふしぎ遊戯 玄武開伝 四（第09話 - 第12話）
- ふしぎ遊戯 玄武開伝 五（第13話 - 第16話）

## ゲーム
「ふしぎ遊戯 玄武開伝 外伝 鏡の巫女」
対応機種：PlayStation 2、PlayStation Portable
メーカー：アイディアファクトリー（オトメイト）
ジャンル：恋愛アドベンチャーゲーム
発売日：2005年6月23日

### 主題歌
- OP - 『永遠の花』（PS2版）、『Scramble』（PSP版）
- ED - 『Cross』（PS2版）、『ハレルヤ』（PSP版）

歌はどちらも米倉千尋
『永遠の花』と『Cross』はシングル（＊）・アルバム両方に、『Scramble』と『ハレルヤ』はアルバムに収録されている。詳細は米倉千尋の項を参照のこと。
＊ シングルのみオリジナルステッカー入り。

### ゲームについて
- CGは原作に近い絵柄で描かれており、原作キャラクターの声優はドラマCDと同じ。
- PSP版ではゲームの最初に主人公の名前を決められる。名前には、漢字・平仮名・片仮名・英数字・記号が使え、苗字・名前とも最大3文字まで使用可能。
- 室宿、壁宿、ハーガスなど原作の人物が一部登場していない。
- 当初は緋鉛も相手役として登場する予定だったが、作者曰く「右腕が引っかかった為」登場することは無く、その代わりとしてオリジナルキャラクターの修羅が登場した。

### DS版
2009年6月25日には『ふしぎ遊戯 玄武開伝外伝 鏡の巫女』と『ふしぎ遊戯 朱雀異聞』がカップリングされたニンテンドーDSソフト『ふしぎ遊戯DS』が発売された。限定版にはドラマCDの朱雀編『朱雀七星士、柳宿争奪戦!?』と玄武編『真夜中の激闘! 伝説のキノコを求めて』が同梱。